# Georges Rouault

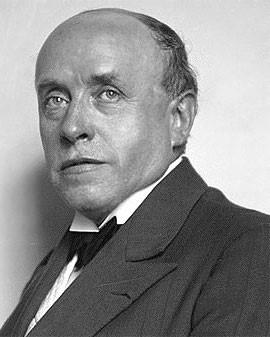
Georges Rouault, um 1920

Georges Rouault (* 27. Mai 1871 in Paris; † 13. Februar 1958 ebenda) war ein französischer Maler und Grafiker der Klassischen Moderne. Er lässt sich nur schwer einer bestimmten Schule oder einem Stil zuordnen, wird jedoch allgemein zu den Künstlern der École de Paris gerechnet. Als Mitbegründer des Salon d’Automne (1903) gehörte er anfangs zum Kreis der Fauves, ging jedoch bald eigene Wege und wurde zu einem der wichtigsten Vertreter moderner religiöser Malerei.

## Leben

### Ausbildung
Nach einer Glasmalerlehre von 1885 bis 1890 bei einem Restaurator für Kirchenfenster besuchte Georges Rouault ab 1890 die École nationale supérieure des arts décoratifs und anschließend die École nationale supérieure des beaux-arts de Paris. Zunächst war er Schüler von Elie Delaunay und nach dessen Tod 1891 von seinem Nachfolger, dem Symbolisten Gustave Moreau, dessen Meisterschüler er ab 1892 war. Um 1901 hielt er sich für mehrere Monate mit Künstlern und Literaten um den Schriftsteller Joris-Karl Huysmans in der Nähe des Klosters Ligugé bei Poitiers auf. Der gemeinsame Plan, eine christliche Künstlergemeinschaft zu gründen, scheiterte jedoch an der laizistischen Haltung des französischen Staates.

### Jahre der Rebellion
Im ersten Jahrzehnt des 20. Jahrhunderts wurde Rouault zu einem der führenden Köpfe des Expressionismus in Frankreich und gehörte 1903 zu den Mitbegründern des Pariser Salon d’Automne. Sein revolutionärer Malstil entzündete sich dabei vor allem an den wortgewaltigen Schriften des stark vom Christentum inspirierten Schriftstellers Léon Bloy, dem er auch persönlich begegnete. Um 1910 kam es unter dem Einfluss des Neuthomisten Jacques Maritain und anderer Vertreter des so genannten Renouveau catholique wieder zu einer merklichen Beruhigung seines Malstils, von der auch die jüngsten Werke auf der ersten Einzelausstellung in der Pariser Galerie Druet 1910 zeugten und die das gesamte weitere Schaffen Rouaults prägen sollte. 1913 kaufte der renommierte Kunsthändler Ambroise Vollard alle Bilder seines Ateliers auf, wobei er Rouault zugestand, die aus der Sicht des Malers größtenteils noch unvollendeten Arbeiten nach eigenem Rhythmus fertigzustellen.

### Die Problematik des Unvollendeten / Non-finito

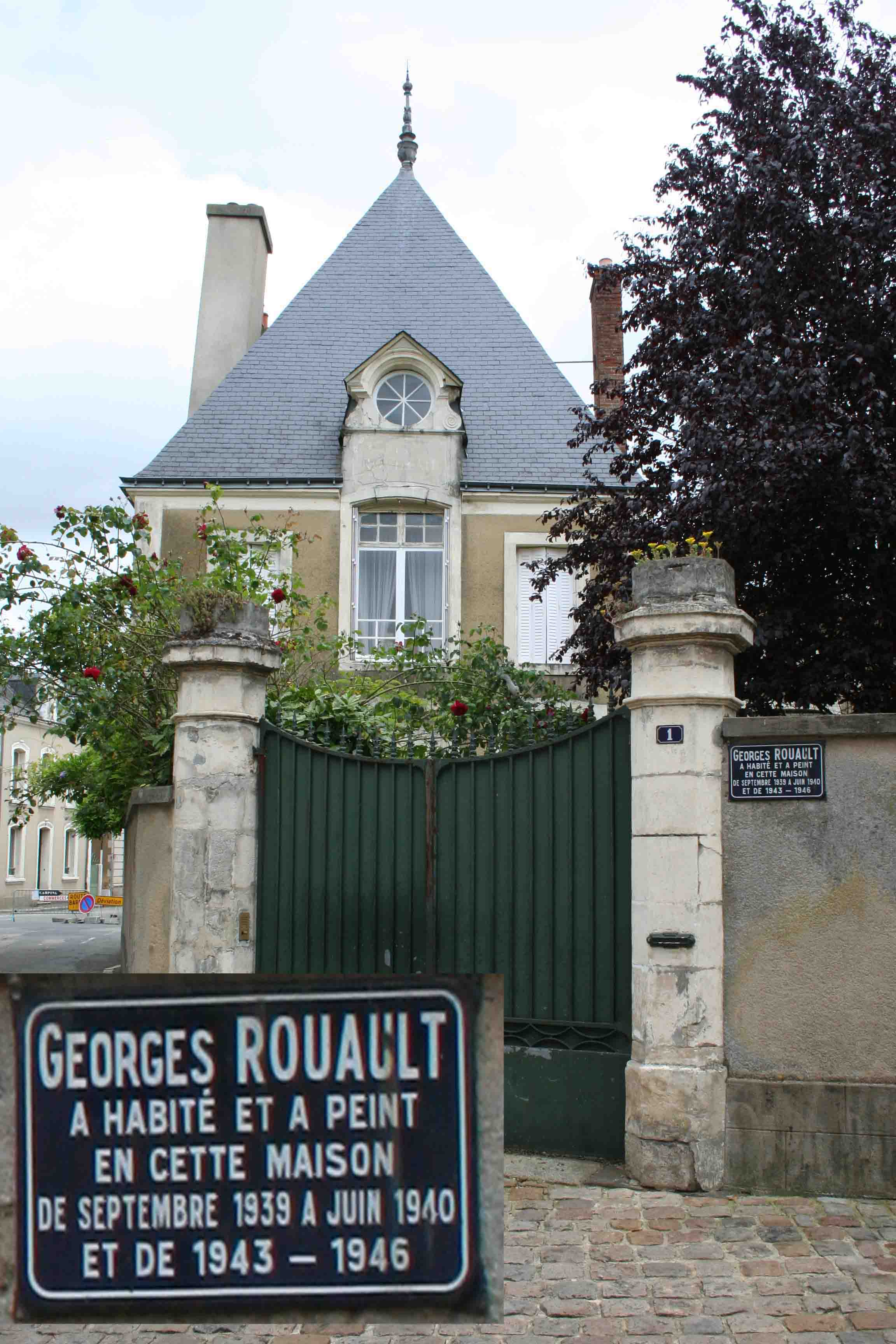
Rouaults Wohnsitz in Beaumont sur Sarthe

Der stets mit dem Vollbrachten hadernde Rouault benötigte jedoch Jahrzehnte zur Vollendung des von Vollard erworbenen, insgesamt 770 Werke umfassenden Fonds. Zudem kam es im Zuge der darüber hinausgehenden engen Kooperation zwischen Maler und Kunsthändler zu immer neuen, vor allem grafischen Projekten, die Rouault zusätzlich in Anspruch nahmen. Als Vollard 1939 auf der Rückkehr von einem Besuch im Atelier Pablo Picassos mit dem Auto tödlich verunglückte, entzogen die Erben des Kunsthändlers dem Maler die noch unvollendeten Arbeiten. Rouault berief sich in der Folge auf die mit Vollard vereinbarte Klausel über deren Vollendung und strengte schließlich einen Gerichtsprozess an, in dem ihm 1947 das uneingeschränkte Recht auf diese Werke als sein geistiges Eigentum angesichts ihres besonderen Status zuerkannt wurde. Der glückliche Ausgang des Prozesses, in dem der Maler vor dem Hintergrund seines inzwischen fortgeschrittenen Alters die Erben Vollards für die zurückerhaltenen Arbeiten entschädigte, markierte den Beginn des Spätwerks Rouaults, das auch von zunehmender öffentlicher Anerkennung geprägt war.

### Späte Anerkennung
Größere Ausstellungen und Retrospektiven fanden seit den späten 1930er Jahren u. a. in New York, Zürich, Brüssel, Paris, Amsterdam, Mailand und Jerusalem statt. Nach dem Zweiten Weltkrieg erlebte Rouaults Produktivität einen nochmaligen Höhepunkt. Obwohl der Maler 1948 bei einer öffentlichen Verbrennung einen Großteil der nach dem Prozess gegen die Erben Vollards zurückerhaltenen unvollendeten Arbeiten vernichtet hatte, fanden sich bei seinem Tod 1958 erneut über tausend nicht signierte Bilder in unterschiedlichen Graden der Vollendung in seinem Atelier. Dieser Fonds wurde von den Hinterbliebenen des Künstlers 1963 fast vollständig dem französischen Staat geschenkt und befindet sich heute im Pariser Centre Georges Pompidou.

## Zum Werk
Georges Rouault wirkte nicht nur als Maler und Grafiker, sondern schuf auch Bühnenbilder, Tapisserien, Glasmalereien, Keramiken und Emailarbeiten. Seine Gesinnung war zutiefst christlich, und so sind zahlreiche seiner Sujets von christlichen Themen und Fragestellungen bestimmt. Nach der Akademiezeit schuf er zunächst religiöse Motive nach der Art mittelalterlicher Kirchenfenster sowie nach dem Vorbild von Werken Leonardo da Vincis, Rembrandt van Rijns und Francisco de Goyas. Um die Jahrhundertwende wandte er sich, ähnlich wie zuvor Edgar Degas und Henri de Toulouse-Lautrec, dem Thema der Prostituierten zu. Es entstanden ausdrucksstarke Bilder, die dem Betrachter ungeschönt das physische und moralische Elend der Dargestellten vor Augen führen.
Um 1910 finden sich, im Anschluss an Werke Honoré Daumiers, verstärkt Gerichtsszenen in seinen Bildern. Gleichzeitig wurde sein Malstil im Zuge einer Rückkehr von der zuletzt verwendeten Gouache- zur Ölmalerei ruhiger, sein Farbauftrag pastoser. Besonders kennzeichnend ist seither die charakteristische, an die Glasmalerei erinnernde Verbindung von kraftvoll leuchtenden Farben und schwarzer umschließender Kontur.
Während der engen Zusammenarbeit mit Vollard bestimmte ab 1917 für etwa zwei Jahrzehnte die Grafik sein Schaffen. Das wohl bedeutendste Werk aus dieser Zeit ist der Grafikzyklus „Miserere“, dessen sich mit Kriegs- und Flüchtlingselend auseinandersetzende Motive kurz nach dem Ersten Weltkrieg entwickelt wurden und bei der Veröffentlichung 1948 vor dem Hintergrund der Erfahrungen des Zweiten Weltkriegs erneut von großer Aktualität waren. Blätter wie „Homo homini lupus“ erschienen als eindrückliche Antikriegsbilder.
Als Rouault sich in den späten 1930er Jahren wieder verstärkt der Malerei widmete, kam es unter dem Einfluss der vorausgegangenen Erfahrungen als Grafiker mit farbigen Aquatinten in Illustrationswerken wie „Cirque de l'Étoile filante“ (1938) und „Passion“ (1939) zu einer spürbaren, fast impressionistischen Aufhellung seiner Palette. Das eigentliche Spätwerk Rouaults (ab 1948) ist schließlich von einer beispiellosen materialen Leidenschaft bestimmt, die in der Literatur nicht selten mit dem abstrakten Expressionismus oder dessen französischer Spielart, dem Tachismus, in Zusammenhang gebracht wird. Dabei gründeten die oft Zentimeter dicken Farbschichten nicht zuletzt auch in mehrfachen, sich mitunter über Jahre und Jahrzehnte erstreckenden Überarbeitungen durch den Künstler.
Wichtige Arbeiten Rouaults befinden sich heute vor allem in Frankreich, in der Schweiz, in den USA sowie in Japan. Einige Werke wurden auch auf der documenta 1 (1955) und postum auf der documenta II im Jahr 1959 in Kassel gezeigt.

## Werke (Auswahl)
- 1893: Sanson tournant la meule (Privatsammlung Paris)
- 1895: Jésus parmi les Saintes femmes
- 1895: L'Enfant Jésus parmi les docteurs (Unterlinden-Museum, Colmar)
- 1896: Le Christ mort, pleuré par les Saintes femmes (Musée de peinture et de sculpture de Grenoble)
- 1903: Baigneuses
- 1905: Nu (esquisse)
- 1905: Les Poulot (Collection Philippe Leclercq, Hem)
- 1906: La Fille au miroir (Musée d’art moderne de la Ville de Paris)
- 1906: Clown au bandonéon
- 1906: Filles Petit Palais, (ehemaliges Musée des Beaux Arts de la ville de Paris, Paris)
- 1907: Parade (Kunstmuseum Basel)
- 1907: Têtes à Massacre (Tate Gallery, London)
- 1908: Tête de clown (Harvard University, Washington, D.C.)
- 1908: Les Juges (Statens Museum for Kunst, Kopenhagen)
- 1910: Hiver, Petit Palais (ehemaliges Musée des Beaux Arts de la ville de Paris, Paris)
- 1910: Parc de Versailles escalier dit aussi La Terrasse (Centre Georges Pompidou, Paris)
- um 1912: Christ aux outrages (Sammlung Idemitsu, Tokio)
- 1913: Trois juges (Museum of Modern Art, New York City)
- 1920–1924: Christ dans la banlieue
- 1920: Nu aux bras levés
- 1925: L'Apprenti Ouvrier, Selbstbildnis (Centre Georges Pompidou, Paris)
- 1929: Portrait de Maria Lari
- 1932: Le Christ bafoué par les soldats (Museum of Modern Art, New York City)
- 1933: La Sainte Face (Centre Georges Pompidou, Paris)
- 1937: Le Vieux Roi (Carnegie Museum of Art, Pittsburgh)
- 1937: Le Nain (The Art Institute of Chicago)
- 1937–1938: Crépuscule (Fondation Beyeler, Riehen)
- 1938–1939: Ecce Homo (Staatsgalerie Stuttgart)
- 1939: Paysage biblique (Privatsammlung, Mailand)
- 1939: Gilles (Collection Philippe Leclercq, Hem)
- 1941: Pierrot aristocrate (Collection Philippe Leclercq, Hem)
- 1943: Trio (Collection Philippe Leclercq, Hem)
- 1946: Fleurs décoratives (Centre Georges Pompidou, Paris)
- 1946: La Sainte Face (Vatikanische Museen, Vatikanstadt)
- 1947: La Sybille de Cumes (Privatbesitz, Chantilly)
- 1948: Tête de clown (Museum of Fine Arts, Boston)
- 1949: Maître X (Clemens-Sels-Museum, Neuss)
- 1950: Fleurs décoratives (Privatsammlung, Paris)
- 1952: Nocturne chrétien (Centre Georges Pompidou, Paris)
- 1953: Nature morte aux oranges (Privatsammlung, Paris)
- 1956: Sara (Privatsammlung, Paris)

## Ausstellungen (Auswahl)
- 1965: Kunstverein Ingolstadt
- 19. März – 25. Juni 2017: Alexej Jawlensky | Georges Rouault. Sehen mit geschlossenen Augen. Kunstmuseum Moritzburg Halle (Saale)[2]